# Campionati Internazionali di Sicilia 1996
I Campionati Internazionali di Sicilia 1996 sono stati un torneo di tennis giocato sulla terra rossa. È stata la 17ª edizione dei Campionati Internazionali di Sicilia, che fanno parte della categoria World Series nell'ambito dell'ATP Tour 1996. Si sono giocati a Palermo in Italia, dal 23 al 30 settembre 1996.

## Campioni

### Singolare
Karim Alami ha battuto in finale  Adrian Voinea con il punteggio di 7–5, 2–1, ritirato

### Doppio
Andrew Kratzmann /  Marcos Ondruska hanno battuto in finale  Cristian Brandi /  Emilio Sánchez con il punteggio di 7–6, 6–4